# لوسینه زاکاریان
لوسینه (سوتلانا) هابتی زاکاریان (ارمنی: Լուսինե (Սվետլանա) Հաբեթի Զաքարյան زاده ۱ ژوئن ۱۹۳۷، آخالتسیخه، گرجستان شوروی – درگذشته ۳۱ دسامبر ۱۹۹۲، ایروان، ارمنستان) خواننده سوپرانو اهل ارمنستان بود.

## زندگی‌نامه
وی از کنسرواتوار دولتی کومیتاس ایروان (۱۹۶۲) فارغ‌التحصیل شده بود. بین سال‌های ۱۹۷۰ تا ۱۹۸۳ زاکاریان تکخوان ارکستر سمفونی رادیو و تلویزیون ارمنستان بود. وی همچنین در گروه کر کلیسای جامع اچمیادزین خوانندگی نمود. وی همچنین برنده جوایزی همچون نشان افتخار مسروپ ماشتوتس مقدس، هنرمند مردمی ارمنستان شوروی، هنرمند شایسته ارمنستان شوروی و جایزه دولتی ارمنستان شوروی شد. لوسینه زاکاریان در گورستان کلیسای جامع اچمیادزین به خاک سپرده شده است.

## نگارخانه

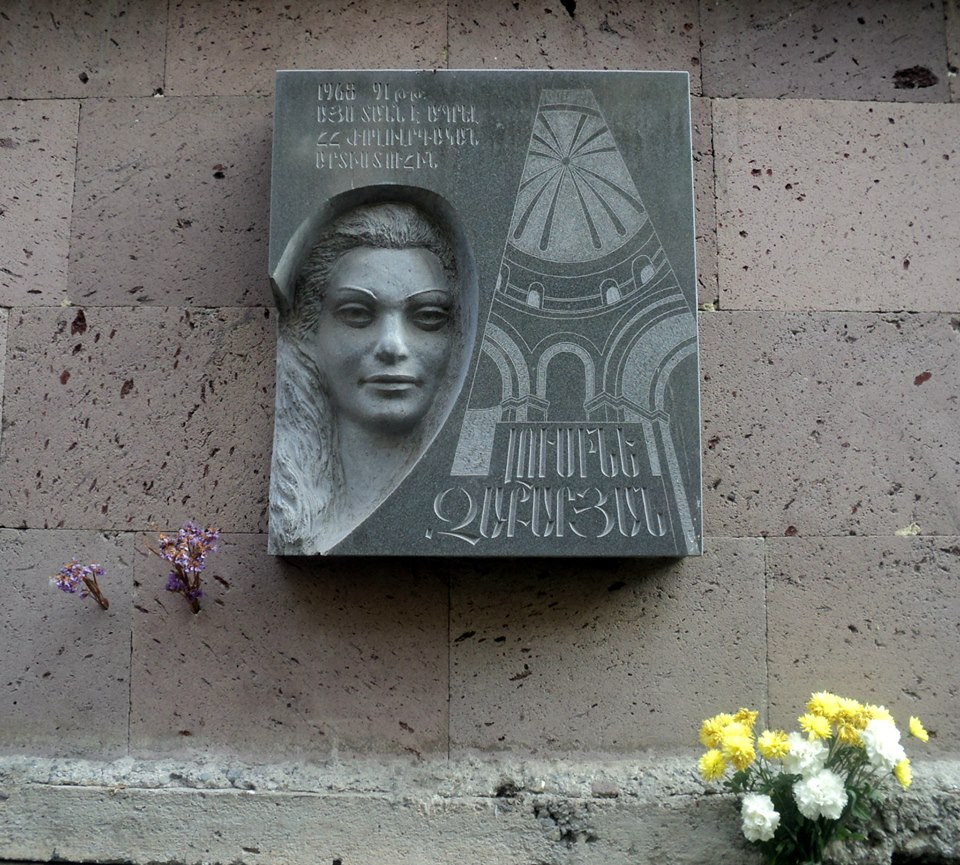
پلاک یادبود لوسینه زاکاریان
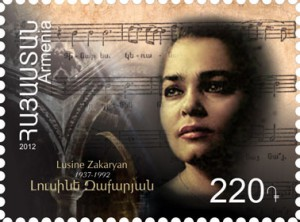
تمبر یادبود ارمنستان ۲۰۱۲
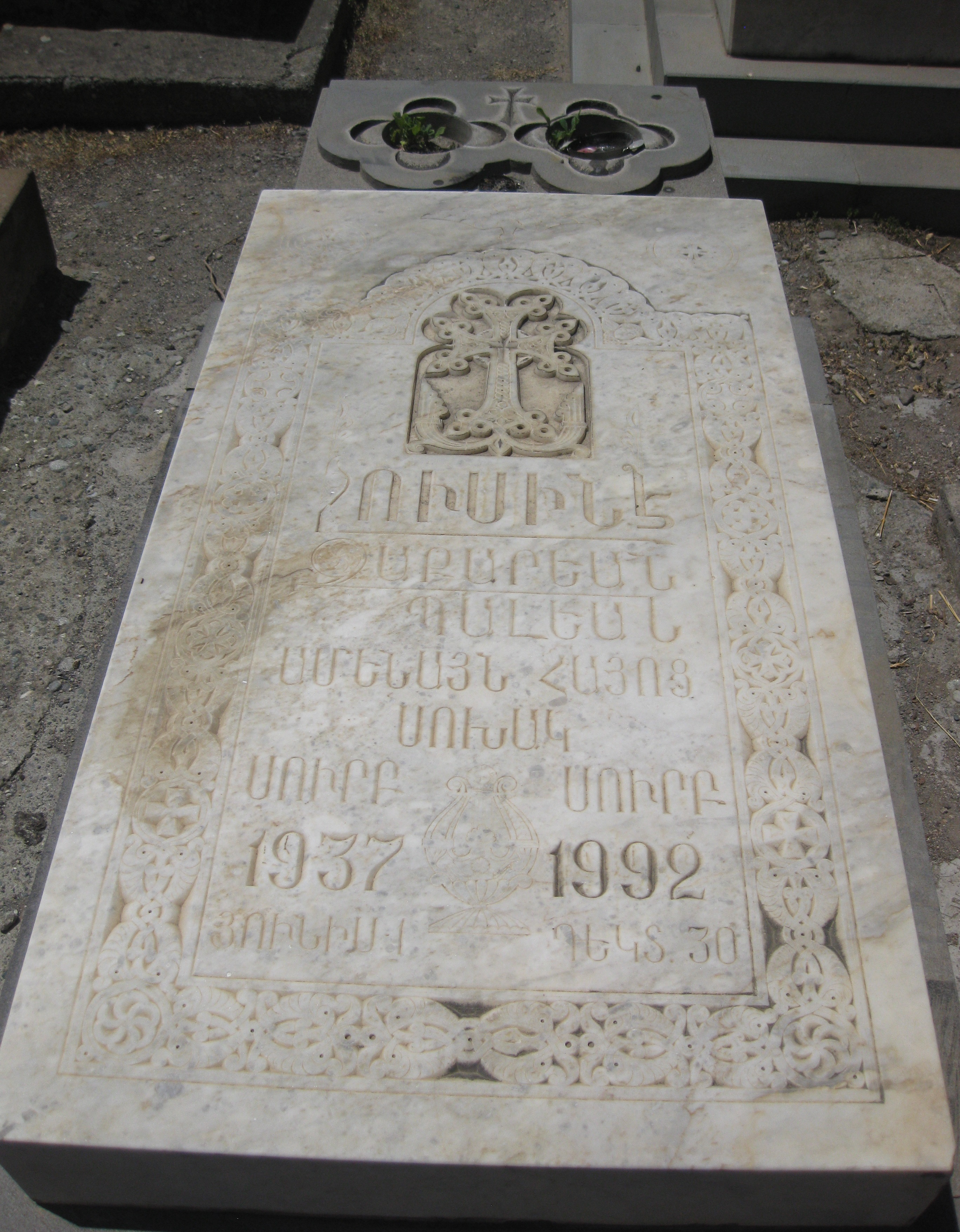
سنگ آرامگاه لوسینه زاکاریان